# Bydgoszcz
Bydgoszcz (pronunciación en polaco: /ˈbɨdɡɔʂt͡ʂ/ (escucharⓘ), en alemán: Bromberg pronunciado /ˈbʁɔmbɛʁk/ (escucharⓘ)), en latín y español Bidgostia, es una ciudad situada en el norte de Polonia, cerca de los ríos Brda y Vístula. Es la capital del voivodato de Cuyavia y Pomerania.
Bydgoszcz es parte del área metropolitana de Bydgoszcz-Toruń junto con Toruń, con solo 45 km de distancia entre sí, y con un total de 850 000 habitantes aproximadamente.

## Historia

### Fundación
Bydgoszcz fue originalmente un asentamiento de pescadores llamado Bydgozcya ("Bydgostia" en latín); la ciudad fue el centro neurálgico para las rutas de comercio del río Vístula. En el siglo XIII fue gobernada por un castellano (el señor del castillo), mencionado por primera vez en 1238. Bydgoszcz fue ocupado por los Caballeros Teutones de 1331 a 1337 para ser más tarde recuperada por el rey Casimiro el Grande, quien garantizó los derechos de la ciudad entre los años 1346 y 1349.

### Historia temprana
En los siglos XV y XVI Bydgoszcz tuvo un significativo papel en el mercado de maíz y de trigo, y en 1629, cerca del final de la guerra polaco-sueca, fue conquistada por las tropas suecas lideradas por el rey Gustavo II Adolfo de Suecia. Durante los acontecimientos de la guerra la ciudad quedó completamente destruida y fue conquistada por segunda y tercera vez por Suecia en 1656 y 1657 durante la Segunda Guerra del Norte. 
En 1657 se firmó en esta ciudad el Tratado de Bydgoszcz entre Juan II Casimiro Vasa y Federico Guillermo I de Brandeburgo para establecer una alianza entre la República de las Dos Naciones y la Dinastía Hohenzollern.
Bydgoszcz fue en 1772 anexionada por el Reino de Prusia durante la primera partición de Polonia, y fue rebautizada como Bromberg e incorporada en el Distrito Netze en Prusia Occidental, de la cual fue su capital. Federico II el Grande decidió reconstruir la ciudad y crear un canal que comunicara Bromberg con Nakel a través del río Notec, afluente del Varta, y éste a su vez del Óder. La llegada del ferrocarril también contribuyó al crecimiento e importancia de la ciudad ("Drang nach Osten"). 
En 1807, después de la derrota de Prusia por Napoleón, y la firma del Tratado de Tilsit, Bromberg se convirtió en parte de su nuevo Gran Ducado de Varsovia. No obstante, tras la derrota del emperador en 1815, Bromberg regresó de nuevo a Prusia, como parte del Gran Ducado de Posen. En 1871 toda la provincia se incorporó al Imperio alemán. 
Durante la Primera Guerra Mundial, Bromberg era uno de los centros de operaciones del ejército alemán en el Frente Oriental. La retirada rusa hacia Moscú permitió que Alemania se adentrara en pleno territorio ruso.
En 1919, y tras el final de la Primera Guerra Mundial, Bromberg se asignó a la Segunda República de Polonia por la Conferencia de Paz de París y el Tratado de Versalles.

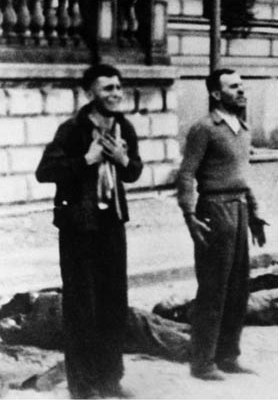
Ciudadanos polacos antes de disparar para participar en Domingo Sangriento.

### Domingo Sangriento de Bromberg
El 3 de septiembre de 1939, al iniciarse la invasión de Polonia por Alemania, cientos de polacos descendientes de alemanes fueron linchados en Bydgoszcz, acusados de formar una quinta columna contra Polonia. Este episodio llamado Domingo Sangriento de Bromberg concluyó cuando los soldados alemanes de la 3.ª División SS Totenkopf capturaron la ciudad y vengaron a los alemanes asesinados realizando ejecuciones masivas y enviando a miles de polacos de Bromberg a campos de concentración.

### Actualidad
En 1945 Bydgoszcz fue liberada de la ocupación alemana por el Ejército Rojo. En el mismo año la ciudad fue nombrada capital del voivodato de Pomerania, aunque posteriormente pasó a ser capital, junto con la ciudad de Toruń, del voivodato de Cuyavia y Pomerania
En marzo de 1981 los activistas de Solidarność que se manifestaron en la ciudad fueron duramente castigados en las calles de Bydgoszcz. El gobierno polaco de la República Popular de Polonia ocultó los hechos con motivo del Telón de Acero.
Actualmente, Bydgoszcz es una de las ciudades más importantes de Polonia, siendo un importante centro comercial y turístico del norte del país.

## Clima
| Parámetros climáticos promedio de Bydgoszcz (1991-2020) | Parámetros climáticos promedio de Bydgoszcz (1991-2020) | Parámetros climáticos promedio de Bydgoszcz (1991-2020) | Parámetros climáticos promedio de Bydgoszcz (1991-2020) | Parámetros climáticos promedio de Bydgoszcz (1991-2020) | Parámetros climáticos promedio de Bydgoszcz (1991-2020) | Parámetros climáticos promedio de Bydgoszcz (1991-2020) | Parámetros climáticos promedio de Bydgoszcz (1991-2020) | Parámetros climáticos promedio de Bydgoszcz (1991-2020) | Parámetros climáticos promedio de Bydgoszcz (1991-2020) | Parámetros climáticos promedio de Bydgoszcz (1991-2020) | Parámetros climáticos promedio de Bydgoszcz (1991-2020) | Parámetros climáticos promedio de Bydgoszcz (1991-2020) | Parámetros climáticos promedio de Bydgoszcz (1991-2020) |
| Mes                                                     | Ene.                                                    | Feb.                                                    | Mar.                                                    | Abr.                                                    | May.                                                    | Jun.                                                    | Jul.                                                    | Ago.                                                    | Sep.                                                    | Oct.                                                    | Nov.                                                    | Dic.                                                    | Anual                                                   |
| ------------------------------------------------------- | ------------------------------------------------------- | ------------------------------------------------------- | ------------------------------------------------------- | ------------------------------------------------------- | ------------------------------------------------------- | ------------------------------------------------------- | ------------------------------------------------------- | ------------------------------------------------------- | ------------------------------------------------------- | ------------------------------------------------------- | ------------------------------------------------------- | ------------------------------------------------------- | ------------------------------------------------------- |
| Temp. máx. abs. (°C)                                    | 13.0                                                    | 14.1                                                    | 22.8                                                    | 30.7                                                    | 31.9                                                    | 35.5                                                    | 38.3                                                    | 37.0                                                    | 33.4                                                    | 28.2                                                    | 19.5                                                    | 15.9                                                    | 38.3                                                    |
| Temp. máx. media (°C)                                   | 1.1                                                     | 2.7                                                     | 6.9                                                     | 14.1                                                    | 19.4                                                    | 22.1                                                    | 24.6                                                    | 23.9                                                    | 18.6                                                    | 12.7                                                    | 6.2                                                     | 2.0                                                     | 12.9                                                    |
| Temp. media (°C)                                        | -1.5                                                    | -0.4                                                    | 2.5                                                     | 8.5                                                     | 13.7                                                    | 16.7                                                    | 19.1                                                    | 18.2                                                    | 13.3                                                    | 8.2                                                     | 3.5                                                     | -0.3                                                    | 8.5                                                     |
| Temp. mín. media (°C)                                   | -3.7                                                    | -3.0                                                    | -0.8                                                    | 3.5                                                     | 8.1                                                     | 11.2                                                    | 13.7                                                    | 13.1                                                    | 9.3                                                     | 5.1                                                     | 1.3                                                     | -2.4                                                    | 4.6                                                     |
| Temp. mín. abs. (°C)                                    | -29.9                                                   | -26.6                                                   | -25.4                                                   | -8.5                                                    | -5.1                                                    | -1.8                                                    | 2.5                                                     | 1.9                                                     | -4.0                                                    | -8.3                                                    | -19.6                                                   | -24.2                                                   | -29.9                                                   |
| Precipitación total (mm)                                | 34.3                                                    | 26.3                                                    | 36.4                                                    | 28.2                                                    | 52.8                                                    | 56.7                                                    | 83.4                                                    | 55.6                                                    | 48.0                                                    | 40.1                                                    | 33.6                                                    | 36.9                                                    | 532.3                                                   |
| Nevadas (cm)                                            | 94.9                                                    | 76.8                                                    | 28.7                                                    | 1.6                                                     | 0                                                       | 0                                                       | 0                                                       | 0                                                       | 0                                                       | 0                                                       | 10.8                                                    | 59.1                                                    | 271.9                                                   |
| Días de lluvias (≥ 1 mm)                                | 8.9                                                     | 6.7                                                     | 8.2                                                     | 6.3                                                     | 8.4                                                     | 8.7                                                     | 10.1                                                    | 8.5                                                     | 7.7                                                     | 7.8                                                     | 7.8                                                     | 8.3                                                     | 97.4                                                    |
| Humedad relativa (%)                                    | 86.8                                                    | 86.6                                                    | 81.4                                                    | 71.5                                                    | 69.7                                                    | 71.1                                                    | 73.6                                                    | 75.4                                                    | 81.7                                                    | 86.3                                                    | 90.5                                                    | 89.3                                                    | 80.3                                                    |
| Fuente: Promedios y totales mensuales                   |                                                         |                                                         |                                                         |                                                         |                                                         |                                                         |                                                         |                                                         |                                                         |                                                         |                                                         |                                                         |                                                         |

## Transporte
El aeropuerto de Bydgoszcz-Ignacy Jan Paderewski es el aeropuerto principal de la ciudad, ofrece algunas vuelos internacionales (Londres, Dublín, Fráncfort). La estación de ferrocarril es una de las principales rutas que conectan Europa del Este con la Unión Europea.

## Economía
Las compañías más grandes en Bydgoszcz incluyen:
- Alcatel-Lucent - servicios y soluciones de telecomunicaciones
- Atos – una empresa internacional especializada en TI
- Drozapol - Productos metalúrgicos
- Frosta - industria alimentaria
- GlobalMalt Poland – industria alimentaria y cervecera
- Oponeo - vendedor de neumáticos en línea, comercio electrónico
- PESA - producción y reparación de vehículos ferroviarios
- Projprzem Makrum - Construcción industrial, construcciones de acero, sistemas de recarga
- Wojskowe Zakłady Lotnicze nr 2 (Aviación Militar Works n.º 2) – Reparación de aviones de combate y de pasajeros
- Vivid Games - Producción y distribución de juegos móviles

## Demografía
| Gráfica de evolución de Bydgoszcz entre XVII y 2020 |
|                                                     |

## Deporte
El deporte estrella en Bydgoszcz es el fútbol, representado en la Ekstraklasa (Primera División) de la liga polaca de fútbol por el Zawisza Bydgoszcz. Otros clubes de la ciudad son el Astoria Bydgoszcz (baloncesto), Chemik Bydgoszcz (voleibol) y Polonia Bydgoszcz (speedway).

## Ciudades hermanadas
- Reggio Emilia (Italia, 1962)
- Kragujevac (Serbia, 1971)
- Mannheim (Alemania, 1991)
- Hartford (Estados Unidos, 1996)
- Pavlodar (Kazajistán, 1997)
- Perth (Escocia, 1998)
- Cherkasy (Ucrania, 2000)
- Kremenchuk (Ucrania, 2004)
- Patras (Grecia, 2004)
- Ningbo (China, 2005)
- Wilhelmshaven (Alemania, 2006)